# Isonomia
La isonomia (en grec: ἰσονομία, 'igualtat davant la llei' amb la idea de repartiment equitatiu), del grec ἴσος isos, 'igual' i νόμος nomos, 'ús, costum, llei', és considerada fonamental en l'aparició de la futura democràcia atenesa.
La isonomia és el concepte d'igualtat de drets civils i polítics dels ciutadans a l'antiga Grècia. És la consigna política que expressava de la manera més succinta el caràcter propi de la democràcia, oposat a l'exercici il·limitat del poder per part del tirà. I era el terme en ús per a designar un règim democràtic abans que el concepte de democràcia es generalitzés.
És utilitzada per la historiografia grega, com per exemple Heròdot, com a terme intercanviable amb el de democràcia. És l'obra essencial de Clístenes, que la va posar en pràctica en les seves reformes constitucionals de 508 i 507 aC. Les mencionades reformes constitueixen una baula entre l'època arcaica i l'època clàssica. A Clístenes, se'l considera l'últim legislador arcaic en la tradició de Soló i de Dracó d'Atenes i el primer legislador de l'època clàssica. Les seves reformes van ser portades més enllà per Soló per acabar amb la tirania i, per tant, disminuir el prestigi i poder dels eupàtrides.

## Igualtat atenesa
Encara que Heròdot usa la paraula δημοκρατια ('democràcia') es refereix a la isonomia ('igualtat') per parlar del sistema de govern que coneixem amb el nom de democràcia:
| «          | Otanes sol·licitava en els termes següents que la direcció de l'estat es posés a les mans de tots els perses alhora: Sóc partidari que un sol individu no arribi a comptar d'ara endavant amb un poder absolut sobre nostre... no és correcte. De fet, com podria la monarquia ser una mica encertada quan, sense haver de retre compte, li és permès fer el que vol? | » |
| — Heròdot. | |   |

Continua dient:
| «          | Tanmateix, el govern del poble té, d'entrada, el nom més bonic del món: isonomia, i no incorre en cap dels abusos que comet el monarca: les magistratures s'exerceixen per sorteig, cadascun ret compte del seu càrrec i totes les deliberacions se sotmeten a la comunitat. | » |
| — Heròdot. | |   |

Segons, doncs, Heròdot, la isonomia/democràcia requereix: 
1. Magistrats escollits per sorteig.
2. Els magistrats han de retre compte de les seves accions al terme del seu mandat davant el demos (poble).
3. Els ciutadans corrents dirigeixen les discussions en pública ekklesia.

En opinió de K. Bringmann, les referències a aquestes tres característiques pròpies de la democràcia atenesa impedeixen datar aquesta cita anteriorment a la reforma constitucional de 487-486 aC.
I la igualtat és al cor de la seva visió de la democràcia perquè els grecs consideraven que la selecció per sorteig era més democràtica que l'elecció; encara que els oligarques poguessin comprar les eleccions, l'adjudicació garantia l'absoluta equitat. Aristòtil reconeix que la democràcia i la isonomia estan vinculades: «La democràcia va sorgir de la idea que els que són iguals en qualsevol sentit són absolutament iguals. Tots són igual de lliures, per tant, reivindiquen que tots són absolutament lliures... El següent és quan els demòcrates, basant-se que tots són iguals, reivindiquen la igualtat de participació en tot.» Aristòtil considerava la isonomia un ingredient essencial de la civilització, procurant promoure la felicitat individual i social.
Encara que sovint traduïda com a 'igualtat davant la llei', Mogens Herman Hansen afirma que isonomia i igualtat davant la llei són conceptes diferents. A més a més d'isonomia, els atenesos utilitzaven diversos termes per a igualtat, tots composts amb el prefix iso-: isegoria, –igualtat de drets per a pronunciar un discurs a les assemblees polítiques–, isopsephos polis –una persona, un vot– i isokratia –igualtat de poder–.
L'historiador francès Édouard Will afirma que una isonomia no significa 'igualtat davant la llei', sinó més aviat 'igual repartició', 'igual distribució' –de némein, 'distribuir'–.